# Callogobius mucosus
Callogobius mucosus es una especie de peces de la familia de los Gobiidae en el orden de los Perciformes.

## Morfología
Los machos pueden llegar a alcanzar los 11 cm de longitud total.

## Distribución geográfica
Se encuentra desde el sur de Nueva Gales del Sur hasta el sur de Australia Occidental, incluyendo Tasmania. Hawaii.

## Observaciones
Es inofensivo para los humanos.